# Braakman
De Braakman is een voormalige zeearm van de Westerschelde in Zeeuws-Vlaanderen, nabij de dorpen Biervliet en Hoek in de gemeente Terneuzen, in de Nederlandse provincie Zeeland. Lange tijd vormde het water een natuurlijke barrière tussen Oost- en West-Zeeuws-Vlaanderen.

## Geschiedenis

### Ontstaan

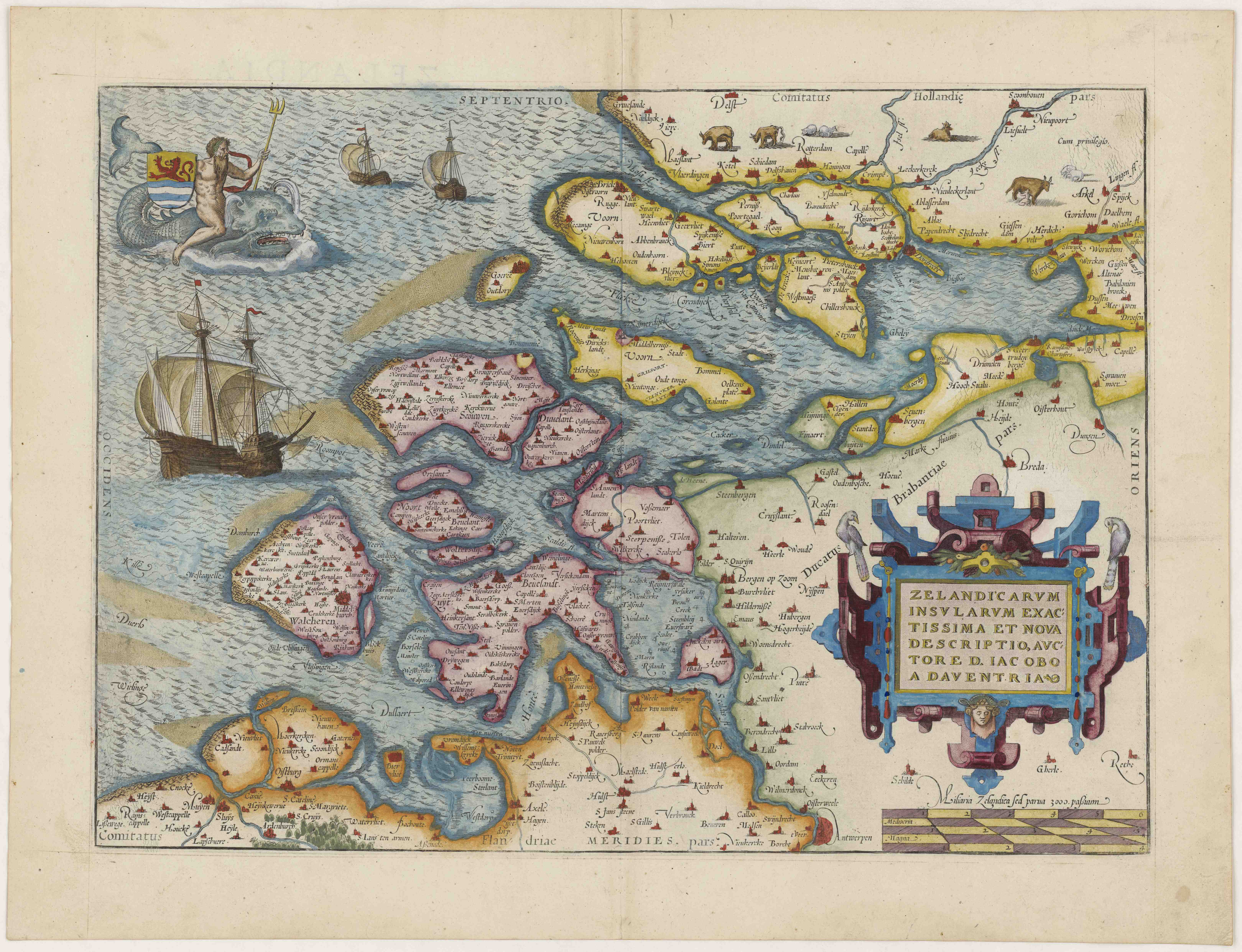
De Dullaert (onder) omstreeks 1575

Het gebied waar zich later de Braakman zou vormen, vormde in de vroege Middeleeuwen al een natuurlijke scheiding tussen het oosten en het westen van het latere Zeeuws-Vlaanderen. De Braakman, oorspronkelijk ook Dullaert genoemd, is ontstaan door een opeenvolging van stormvloeden in de 14e en 15e eeuw. Bij de stormvloed van 1375 werd ten westen van Terneuzen (in het noordelijke deel van de latere Braakman) een groter binnenwater gevormd in wat eerder een landschap van slikken en schorren was. Dit woelige binnenwater wordt de Dollaert of Dullaert genoemd (vergelijk met Dollard). Tijdens de Sint-Elisabethsvloed van 1404 verdween het eiland Wulpen, waardoor er meer water in het westelijke deel van de latere Westerschelde kon worden opgestuwd. De Dollaert vergrootte naar het zuiden en werd de Braakman. Tegelijkertijd ontstond er een verbinding tussen de Dollaert en de Honte in het oosten, wat later de Westerschelde zou worden. Door het stijgende zeeniveau werd de invloed van de Braakman steeds groter en reikte de Braakman aan het einde van de achttiende eeuw, zoals zichtbaar op de Ferrariskaarten, tot aan Axel.

### Exploitatie, verzanding en gedeeltelijke inpoldering

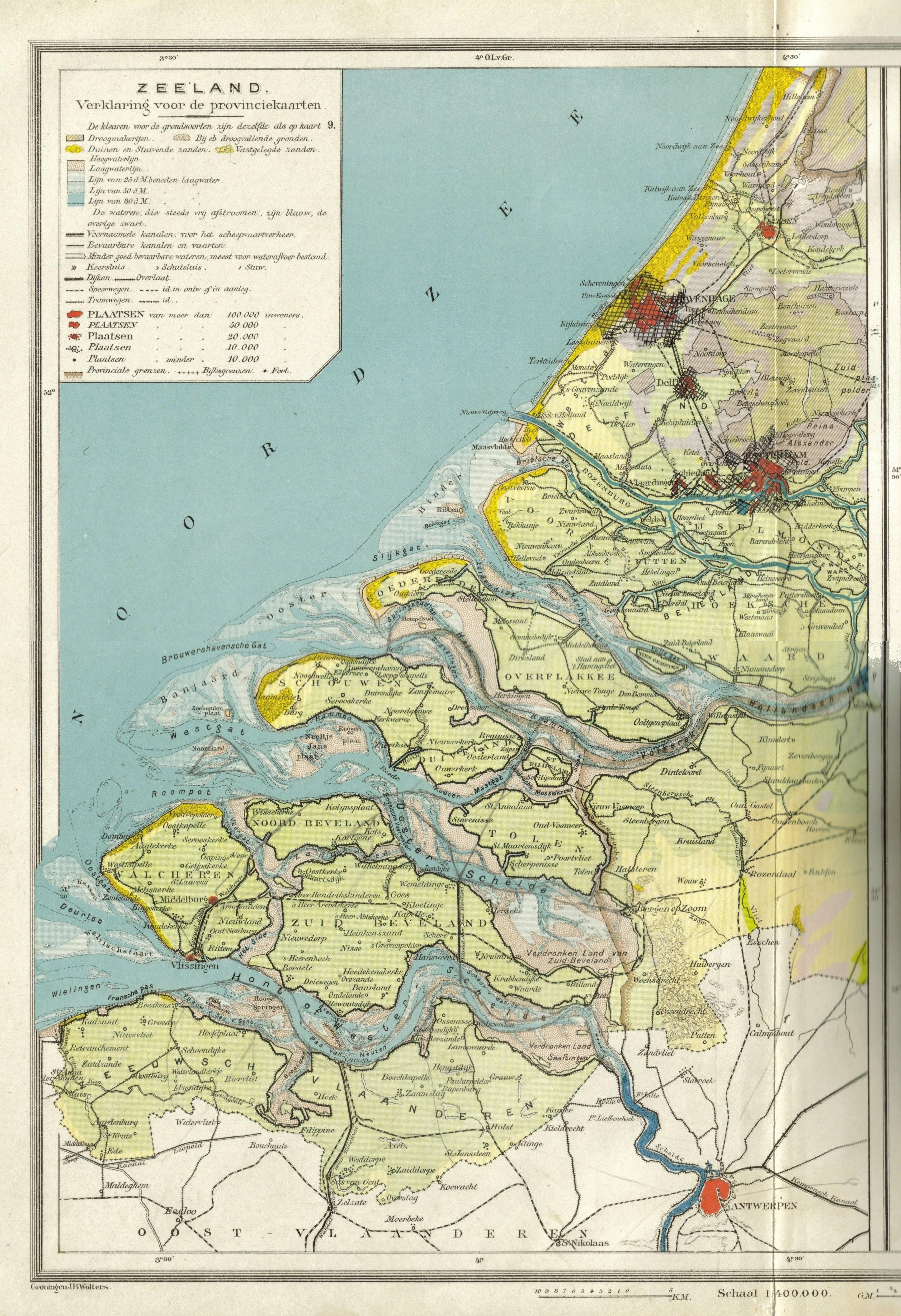
Zeeland met de Braakman in 1910

De zeearm vormde ook de toegang tot de havens van Boekhoute, Philippine, Axel en Sas van Gent. De toegang tot de Braakman was voor de visserij in Boekhoute van groot economisch belang. Wanneer de Braakman terug verzandde, werd de haven van Boekhoute verschillende malen opgeschoven naar het noorden. De Braakman splitste zich aan de zuidwestelijke einde in het Axelse Gat en het Sassche Gat. Beide zeegeulen werden in de loop der eeuwen geleidelijk ingepolderd. Twee kanalen komen in de Braakman uit: het Philippinekanaal uit 1899 dat de toenmalige vaargeul van de Braakman verbond met Philippine en het Isabellakanaal uit 1920 dat zorgt voor de afwatering van de Belgische polders van het Braakmangebied en verbonden is met het Belgische Leopoldkanaal, ten noorden van Boekhoute. In de loop van de 19e eeuw en het begin van de 20e eeuw werd aan beide zijden van de Braakman reeds een aanzienlijk gebied ingepolderd. Aldus ontstonden de Elisabethpolder, de Koninginnepolder, de Angelinapolder, de Kanaalpolder, de Mosselpolder, de Kleine Stellepolder en de Dijckmeesterpolder. De laatste werd in 1920 ingedijkt. Aldus was reeds 3000 ha voormalige Braakman ingepolderd.

### Afsluiting

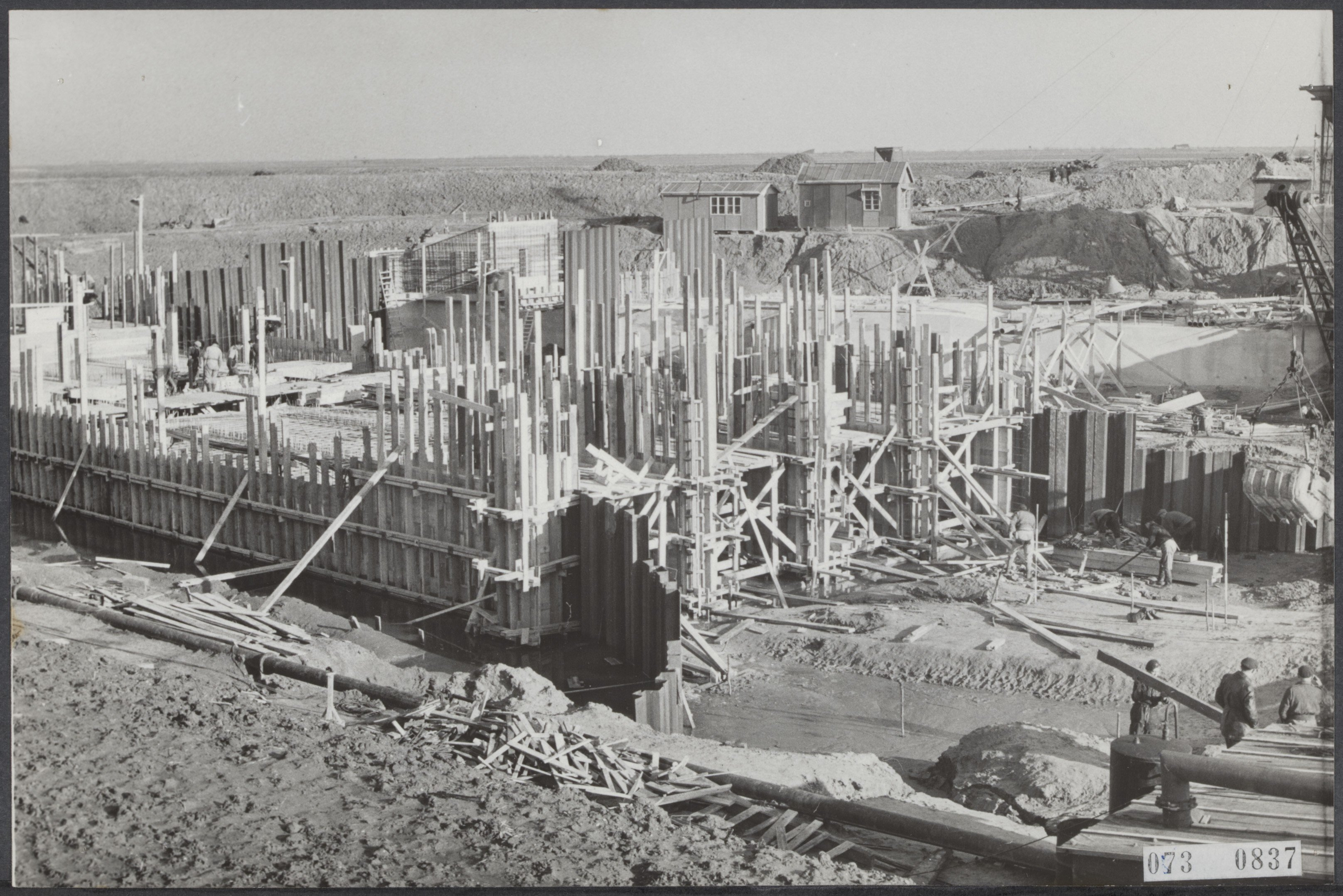
Begin werkzaamheden voor de drooglegging van de Braakman

De Braakman had destijds een waterkering van 28 km lengte. In 1924 werd het Engels slijkgras geïntroduceerd en dit werd vervolgens uitgeplant op de schorren, wat de aanslibbing aanzienlijk bevorderde. Er waren plannen om inpolderingswerken uit te voeren teneinde de seizoenswerkloosheid onder landarbeiders te bestrijden, maar hiervan kwam niet veel terecht. Ondertussen bracht de aanslibbing met zich mee dat de uitwatering, ook vanuit België, grote moeilijkheden ondervond. Een verdrag uit 1843 bepaalde dat een deel van Vlaanderen, 12.000 ha, via de Braakman moest kunnen lozen. Om dit probleem op te lossen kwamen weer bedijkingsplannen aan de orde, die vooral na de Tweede Wereldoorlog actueel werden. Daarom werden modelstudies uitgevoerd in het Waterloopkundig Laboratorium in de Noordoostpolder. Bij de uiteindelijke sluiting werden onder meer twee Phoenix-caissons afgezonken.
Op 30 juni 1952 werd de Braakman afgesloten, op 16 juli van dat jaar was de afsluiting volledig. De kustlijn werd verkort van 28 km tot 2,7 km. Tijdens de Watersnood van 1953 bewees deze dam zijn waarde: hij hield stand en voorkwam overstromingen in het achterland.

### Braakmanpolder
Aldus ontstond een van de jongste polders van Zeeuws-Vlaanderen, de Braakmanpolder met een oppervlakte van 1525 ha. Hoewel een groot deel van het gebied, ongeveer 910 ha, voor de landbouw werd ingericht was niet de verwerving van landbouwgrond, doch de verkorting van de kustlijn, het hoofddoel van deze inpoldering. Ongeveer 410 ha bestond uit zandgrond, dat ingericht zou worden tot natuurgebied en recreatieterrein. Voorts was er 205 ha water, de Braakmankreek. In het zuidelijk deel van de nieuwe polder kwamen ook enkele spaarbekkens. Tegelijkertijd werden ten noorden van de Braakman, in de Nieuw-Neuzenpolder, enkele grote industriegebieden ingericht en werd er een haven aangelegd, de Braakmanhaven.
Een bijkomend voordeel van de inpoldering was dat er via N61, plaatselijk bekend als de Middenweg en - het verlengde ervan - de Hoofdweg, een nieuwe verbinding tussen Oost- en West-Zeeuws-Vlaanderen tot stand kwam, waar men vroeger een omweg over Philippine diende te maken. De Middenweg/Hoofdweg verbindt Biervliet en Hoek rechtstreeks met elkaar.

## Natuurgebied
In het Braakmangebied werd tussen 1954 en 1957 ongeveer 200 ha loofbos aangeplant. Later is daar nog 300 ha bij gekomen. Er is een afwisseling van bossen, weiden en open water, waarin wandel- en fietspaden zijn aangelegd. Het oudste deel bevindt zich in het zuidelijk deel van de Braakmanpolder. Dit gebied wordt ook wel Westgeul genoemd. Later werd in het noordelijke deel bos aangeplant en natuurgebied ingericht. Hier werd in 2011 een boerderij aangekocht die wordt ingericht tot bezoekerscentrum. Het natuurgebied maakt inmiddels deel uit van de ecologische hoofdstructuur van Nederland.
Tot de plantensoorten die in het gebied aanwezig zijn behoren bijzonderheden als: parnassia, kruipwilg, zeegroene zegge, moeraswespenorchis, vleeskleurige orchis, breedbladige orchis en keverorchis. Tot de vogels behoren: veldleeuwerik, graspieper, gele kwikstaart, zomertaling, kuifeend, grutto, kievit en tureluur.

## Recreatieterrein
Op een schiereiland verrees het Vakantie-Eiland Braakman, waaraan ook een jachthaven verbonden is. Eind 2012 sloot Braakman de deuren nadat het moederbedrijf failliet werd verklaard. In 2013 onderging het vakantie-eiland een doorstart (alsmede modernisering en uitbreiding) ten gevolge van een overname door de Oostappen Groep; onder de nieuwe naam "Marina Beach".

## Industrie
Nabij de afsluitdijk is na de afsluiting een groot industrieterrein ontstaan. De vestiging van Dow Chemical bij Terneuzen is in de jaren '60 geopend in de Nieuw-Neuzenpolder. maar een aantal aanverwante bedrijven zijn gevestigd op ingedijkte grond van de voormalige Braakman.